# Notopleura amicitiae
Notopleura amicitiae är en måreväxtart som beskrevs av Charlotte M. Taylor. Notopleura amicitiae ingår i släktet Notopleura och familjen måreväxter. Inga underarter finns listade i Catalogue of Life.